# Alessandro Pellegrini (Politiker)
Alessandro „Sandro“ Pellegrini (* 4. Juli 1938 in Mezzolombardo; † 8. März 1998) war ein italienischer Politiker aus Südtirol.

## Biographie
Pellegrini absolvierte eine landwirtschaftliche Fachschule und arbeitete anschließend als Beamter. Von 1974 bis 1988 vertrat er die Democrazia Cristiana (DC) im Bozner Gemeinderat, von 1976 bis 1985 wirkte er gleichzeitig auch als Stadtrat, zuletzt als Fraktionssprecher. Der auch im Verbandswesen aktive Pellegrini rückte 1990 für den verstorbenen Aldo Balzarini in den Südtiroler Landtag und damit gleichzeitig den Regionalrat Trentino-Südtirol nach, denen er bis zum Ende der Legislaturperiode 1993 angehörte. Unmittelbar nach Amtsantritt wurde er Landtagsvizepräsident, 1991 übernahm er dann turnusgemäß die Landtagspräsidentschaft. Nach dem Rücktritt Remo Ferrettis Anfang 1993 wechselte er in die Landesregierung, in der er bis Februar 1994 im Kabinett Durnwalder I als Landesrat für Finanzen, Vermögen, italienische Schule und Kultur fungierte. Parallel dazu war er von 1990 bis 1994 Assessor und Vizepräsident in der Regionalregierung Trentino-Südtirol.